# كرايغ بيلامي
كرايغ بيلامي (بالإنجليزية: Craig Bellamy)‏ هو لاعب دوري الرغبي أسترالي، ولد في 3 أكتوبر 1959 في بورتلاند ‏ في أستراليا.